# Equipa da Superleague Fórmula Team China
A Team China é uma equipa da Superleague Fórmula que representa a China naquele campeonato. A equipa entrou no campeonato a tempo inteiro em 2011, sendo operada pela EmiliodeVillota Motorsport, e com o carro a ser pilotado por Ho-Pin Tung. Em 2010, a Team China correu nas rondas 10 e 11, disputadas na China (circuitos Ordos e Beijing Street Circuit, respectivamente. A equipa técnica foi a Atech Reid Grand Prix, e os pilotos foram Qinghua Ma, na ronda de Ordos, e Adderly Fong, na ronda de Pequim. Como melhor resultado nesta pequena incursão na época de 2010, a equipa registou um 10º lugar, somando um total de 26 pontos.

## Temporada de 2011
No seu primeiro ano a tempo inteiro na Superleague Fórmula, a Team China tem o suporte da EmiliodeVillota Motorsport, e como piloto tem o chinês Ho-Pin Tung.

## Registo

### 2010
(Legenda)
| Atech Reid Grand Prix | Qinghua Ma   |  |  |  |  |  |  |  |  |  |  |  |  |  |  |  |  |  |  | 12 | 13 |    |    |  |  | 26 | 19º |
| Atech Reid Grand Prix | Adderly Fong |  |  |  |  |  |  |  |  |  |  |  |  |  |  |  |  |  |  |    |    | 10 | NP |  |  | 26 | 19º |

† Ronda extra-campeonato

### 2011
| EmiliodeVillota Motorsport | Ho-Pin Tung | 10 | 11 |  |  |  |  |  |  |  |  |  |  |  |  |  |  | 34* | 12º* |

Nota - *: Temporada em curso

### Resultados em Super-Final
| Ano  | 1      | 2   | 3   | 4          | 5   | 6   | 7   | 8                 | 9   | 10  | 11      | 12  |
| ---- | ------ | --- | --- | ---------- | --- | --- | --- | ----------------- | --- | --- | ------- | --- |
| 2010 | SIL    | ASS | MAG | JAR        | NÜR | ZOL | BDH | ADR               | POR | ORD | PEQ N/C | LOS |
| 2011 | ASS NQ | ZOL | GOI | TBA Brasil | PEQ | SHA | SEU | TBA Nova Zelândia |     |     |         |     |